# Zhang Min (patinage artistique)
Dans ce nom chinois, le nom de famille, Zhang, précède le nom personnel.
Pour les articles homonymes, voir Zhang Min et Zhang.
Zhang Min, né le 24 mars 1976 à Qiqihar, est un patineur artistique chinois. Il a participé trois fois aux Jeux olympiques et a remporté plusieurs médailles aux Championnats des quatre continents.
La force de Zhang était les sauts. Aux Quatre Continents 1999, il est devenu le premier patineur à réussir un quadruple boucle piqué lors d'un programme court pendant un championnat de l'ISU. Il a également réussi des quadruple Salchow en compétition. Il est le deuxième patineur à réussir 3 quadruples sauts dans un programme. Aux championnats du monde 2006, il a réussi une combinaison quadruple boucle piqué/triple boucle piqué et un quadruple Salchow durant son programme libre.

## Palmarès
| Compétition              | 1994    | 1995    | 1996    | 1997    | 1998    | 1999    | 2000    | 2001    | 2002    | 2003    | 2004    | 2005    | 2006    |  |
| Jeux olympiques d'hiver  | 20e     |         |         |         |         |         |         |         | 16e     |         |         |         | 10e     |  |
| Championnats du monde    | 33e     |         |         |         |         |         |         | 15e     | 9e      | 11e     | 7e      | 16e     | 15e     |  |
| Quatre Continents        |         |         |         |         |         | 4e      | 3e      | 5e      |         | 2e      |         | 9e      |         |  |
| Championnats de Chine    | 1er     | 2e      |         | 3e      | 3e      | 2e      | 3e      | 2e      | 2e      | 1er     | 2e      | 1er     |         |  |
|                          |         |         |         |         |         |         |         |         |         |         |         |         |         |  |
| Grand Prix ISU           | 1993/94 | 1994/95 | 1995/96 | 1996/97 | 1997/98 | 1998/99 | 1999/00 | 2000/01 | 2001/02 | 2002/03 | 2003/04 | 2004/05 | 2005/06 |  |
| Finale du Grand Prix ISU |         |         |         |         |         |         |         |         |         | 6e      |         |         |         |  |
| Skate America            |         |         |         |         |         |         |         |         |         | 4e      | 3e      |         |         |  |
| Skate Canada             |         |         |         |         |         |         |         |         |         |         |         |         | 8e      |  |
| Coupe de Chine           |         |         |         |         |         |         |         |         |         |         | 9e      | 4e      | 5e      |  |
| Trophée de France        |         |         |         |         |         |         |         |         | 5e      | 2e      |         |         |         |  |
| Coupe de Russie          |         |         |         |         |         |         |         |         |         |         |         | 3e      |         |  |
| Trophée NHK              |         |         | 7e      |         |         |         |         |         | 6e      |         |         |         |         |  |